# Олигофагия

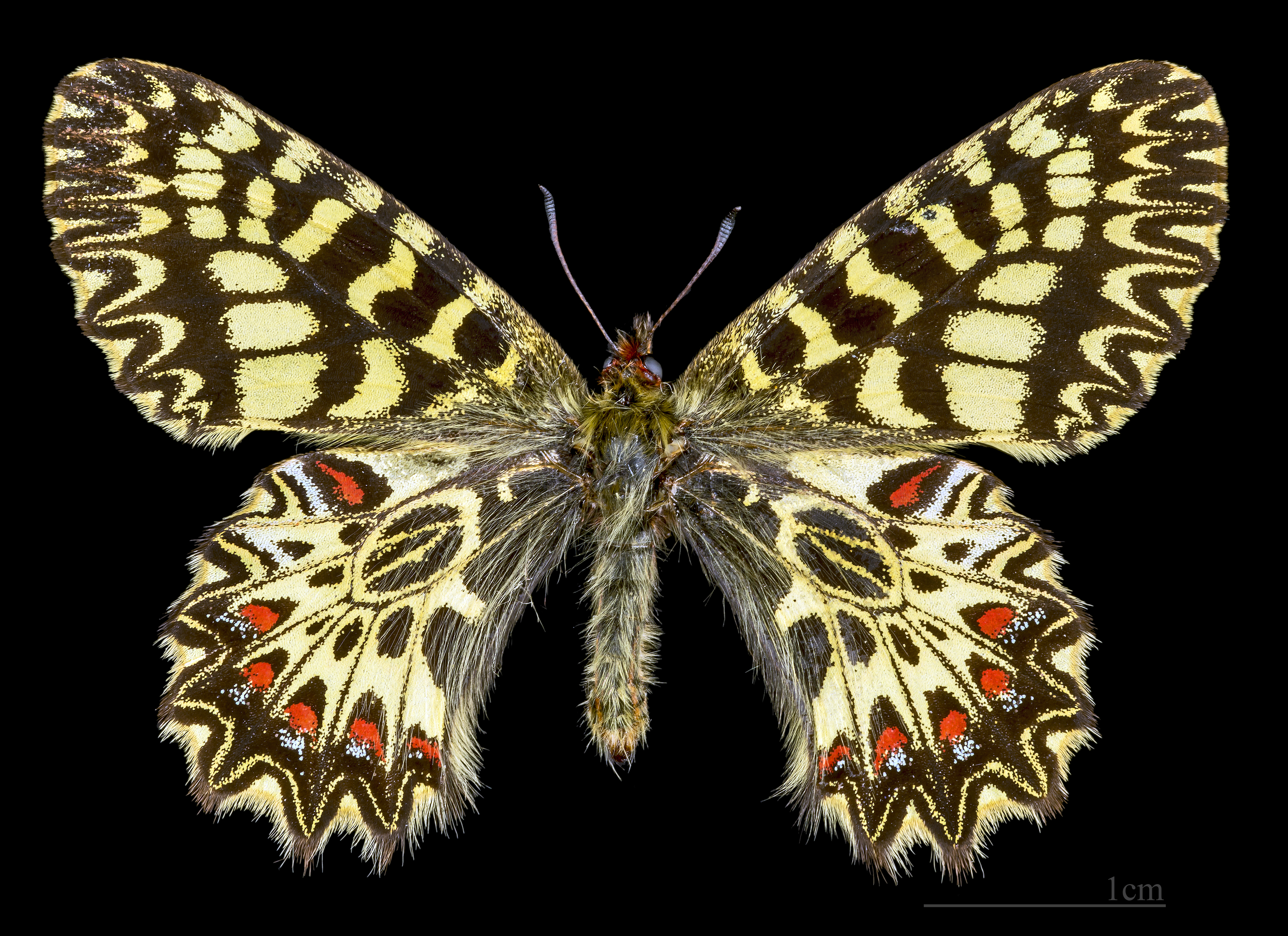
Гусеница бабочки поликсены питается лишь четырьмя видами растений рода Кирказон.

Олигофагия (от греч. ολιγος — немногий, незначительный + phagéin — есть, пожирать) — способность животных (олигофагов) питаться исключительно немногими видами пищи. Противопоставляется монофагии и полифагии.
Олигофагия свойственна членистоногим — паукам, клещам, ракообразным, наиболее широко распространена среди насекомых.
Также явление олигофагии встречается среди червей, моллюсков, рыб, птиц, млекопитающих. Олигофагия наиболее широко распространена среди животных, обитающих в тропических лесах, и относительно редко встречается у животных, обитающих в умеренных широтах.
Например, гусеница бабочки поликсены питается лишь четырьмя видами растений рода Кирказон.
Согласно А. Ф. Емельянову (1967) преимущественной эволюции в сторону олигофагии способствуют, с одной стороны, малые размеры и малая миграционная способность животных-олигофагов, с другой — высокая степень обилия кормового объекта и его длительная и стойкая устойчивость в историческом плане, значительная величина его индивидуальной массы, его систематическая обособленность и др. Напротив, условия, способствующие формированию и сохранению полифагов, во многом противоположны.